# Enrique Gratas
Enrique Gratas (Bahía Blanca, Argentina, 25 de noviembre de 1944-Los Ángeles, 8 de octubre de 2015) fue presentador del programa de noticias Cierre de edición con Enrique Gratas, de la cadena de televisión en EE. UU. Estrella TV, en vivo desde Los Ángeles, California.

## Biografía
Gratas comenzó su carrera en 1966 en Argentina, su país de origen, como locutor de radio en la emisora LU2 de Bahía Blanca, su ciudad natal. Llegó a los Estados Unidos en 1971, trabajó como corresponsal para la televisión argentina y después se incorporó a la división de deportes y noticias de KWHY-Canal 22 en Los Ángeles. En 1975 fue nombrado director de noticias y presentador del canal 14 de la ciudad de San Francisco de la cadena Univisión. En 1978 regresó a Los Ángeles como presentador en la emisora KMEX-Canal 34, de Univisión, y allí lanzó exitosamente el primer programa de variedades deportivas de la televisión en español. 
Desde 1981 hasta 1985, Gratas fue el director de noticias de WXTV-Canal 41 en Nueva Jersey. En 1990 recibe la propuesta de la cadena Telemundo para conducir el programa diario Ocurrió así, de gran popularidad en América Latina debido al alto contenido de noticias y reportajes únicos de fuerte contenido gráfico. Años después la cadena competidora Univisión le propone conducir el espacio Última hora. Desde entonces fue una figura constante y familiar en la televisión de habla hispana como presentador de un variado espectro de programas y especiales, cubriendo desde política hasta eventos deportivos importantes.
Hasta el 2009, Gratas fue el conductor del programa Última hora en la cadena Univisión,  su programa de noticias se transmitió en vivo desde Miami. Gratas ofrecía cobertura completa de las noticias más importantes del día, incluyendo reportajes exhaustivos, entrevistas con expertos y sondeos de opinión. Gratas tiene tres décadas de experiencia  y es uno de los más reconocidos hispanos del país. Antes de unirse al premiado equipo de noticias de Univisión, Gratas fue el anfitrión del programa nacional de noticias Ocurrió así durante nueve años consecutivos.

### Fallecimiento
A finales de septiembre de 2015, Gratas grabó un mensaje en video donde él declaraba al público que tenía una enfermedad no revelada (cáncer de pulmón). Falleció el 8 de octubre, a los setenta años de edad, en Los Ángeles (California). Se anunció su fallecimiento mediante la página de Facebook del programa con el mensaje:

Con profundo dolor, Estrella TV deja saber a su audiencia que el reconocido conductor y periodista Enrique Gratas falleció hoy (el 8 de octubre). Enrique Gratas, quien es parte de la historia de la televisión en español de Estados Unidos, estuvo al frente del programa informativo Cierre de Edición por los últimos seis años. Nuestras condolencias a la familia del señor de las noticias. Te extrañaremos nuestro querido Enrique Gratas. #TodosConGratas
comunicado en Facebook. elnuevoherald.

## Entrevistas y reportaje notables
- George W. Bush,[4] Donald Rumsfeld y Colin Powell
- Fue el primer periodista en entrevistar a Jessica Lynch, la soldado estadounidense
- Yolanda Saldívar, la asesina de la cantante tejana Selena (desde la cárcel)
- Mario Moreno Cantinflas, lo entrevistó en 1992 poco antes de su muerte.

También, Gratas ha reportado numerosos acontecimientos mayores, que incluye:
- Cada presidente estadounidense después de Richard Nixon
- Acontecimientos desde el escándalo Watergate hasta los atentados del 9/11 en Nueva York
- Convenciones numerosas de los partidos Demócrata y Republicano de los Estados Unidos
- El reportaje del nuevo milenio de la cadena Univisión
- Ambos conflictos en Irak
- Asesinato de Luis Donaldo Colosio (1994)
- Asesinato de Selena Quintanilla Pérez (1995)
- El bombardeo del Parque Olímpico en Atlanta (1996)
- Algunos reportajes sobre huracanes
- Las crisis políticas en Argentina y Venezuela
- Primer reportaje del chupacabras

## Premios
- Suncoast Regional Emmy Award (1996)
- Premio Paoli (Puerto Rico), por su compromiso al periodismo
- Seňor Internacional 1998
- Nominado del Globo de Oro por mejor presentador
- Premio del City of Hope Cancer Center (2005)